# Syllepte acoetesalis
Syllepte acoetesalis là một loài bướm đêm trong họ Crambidae.